# Serie A2 1984-1985 (pallacanestro maschile)
La prima categoria del campionato italiano di pallacanestro 1984-1985 è suddivisa in due serie: A1 ed A2. Nella seconda sono iscritte 16 squadre.
La prima fase prevede un girone all'italiana con partite di andata e ritorno. La vittoria vale 2 punti, la sconfitta 0, in caso di parità sono previsti i supplementari.
Alla seconda fase accedono le prime 4 squadre classificate, che oltre alla promozione in serie A1 per la stagione 1985-1986, hanno la possibilità di accedere ai play-off scudetto.
Le ultime 3 classificate invece retrocedono in serie B.
Restano ferme in serie A2 tutte le altre squadre.

## Stagione regolare

### Classifica
|  |     | Classifica finale 1984-1985 | Pt | G  | V  | P  | PtF  | PtS  |
|  | --- | --------------------------- | -- | -- | -- | -- | ---- | ---- |
|  | 1.  | Viola Reggio Calabria       | 40 | 30 | 20 | 10 | 2841 | 2635 |
|  | 2.  | Benetton Treviso            | 40 | 30 | 20 | 10 | 2629 | 2541 |
|  | 3.  | Silverstone Brescia         | 38 | 30 | 19 | 11 | 2672 | 2595 |
|  | 4.  | OTC Livorno                 | 38 | 30 | 19 | 11 | 2369 | 2339 |
|  | 5.  | Giomo Venezia               | 36 | 30 | 18 | 12 | 2644 | 2604 |
|  | 6.  | Latini Forlì                | 36 | 30 | 18 | 12 | 2558 | 2479 |
|  | 7.  | Segafredo Gorizia           | 36 | 30 | 18 | 12 | 2542 | 2455 |
|  | 8.  | Cida P.S.Giorgio            | 30 | 30 | 15 | 15 | 2486 | 2464 |
|  | 9.  | Mister Day Siena            | 28 | 30 | 14 | 16 | 2507 | 2552 |
|  | 10. | Fermi Perugia               | 28 | 30 | 14 | 16 | 2984 | 3061 |
|  | 11. | American Eagle Rieti        | 26 | 30 | 13 | 17 | 2822 | 2841 |
|  | 12. | Landsystem Brindisi         | 26 | 30 | 13 | 17 | 2544 | 2673 |
|  | 13. | Pepper Mestre               | 24 | 30 | 12 | 18 | 2442 | 2495 |
|  | 14. | Spondilatte Cremona         | 22 | 30 | 11 | 19 | 2433 | 2473 |
|  | 15. | Succhi G Ferrara            | 16 | 30 | 8  | 22 | 2668 | 2767 |
|  | 16. | Master V Roma               | 16 | 30 | 8  | 22 | 2507 | 2674 |

### Risultati
Tabellone Gare Serie A2 1984-85.

## Verdetti
- Promossa in serie A1:  - Viola Reggio Calabria.
Formazione Viola Reggio Calabria 1984-1985: Nicola Zaghi, C.J. Kupec, Donato Avenia, Massimo Bianchi, Mark Campanaro, Lucio Laganà, Giovanni Livornese, Sergio Mastroianni, Mario Porto, Vincenzo Salamon, Mario Simeoli, Giovanni Spataro, Kim Hughes. Allenatore: Gianfranco Benvenuti.
- Promossa in serie A1:  - Benetton Treviso.
Formazione: Paolo Vazzoler, Dale Solomon, Marcel Starks, Amos Benevelli, Paolo Bortolon, Mauro Bucciol, Davide Croce, Vittorio Ferracini, Alberto Marietta, Fabio Morrone, Giampaolo Paci, Paolo Pini, Paolo Pressacco, Yommi Sangodeyi. Allenatore: Massimo Mangano.
- Promossa in serie A1:  - Silverstone Brescia.
Formazione: Roberto Terenzi, Greg Wiltjer, Vittorio Bianchi, Alberto Bonfadini, Oscar Brocchi, Vincenzo Cavazzana, Maurizio Lasi, Diego Livella, Giordano Marusic, Silvano Motta, Marco Palumbo, Marco Pedrotti, Roberto Ritossa, Brad Branson. Allenatore: Arnaldo Taurisano.
- Promossa in serie A1:  - OTC Livorno.
Formazione: Letterio Visigalli, Anthony Teachey, Massimiliano Aldi, Claudio Bonaccorsi, Roberto Creati, Giovanni Diana, Alessandro Goti, Renato Graziani, Massimo Minto, Roberto Patrizi, Stefano Tosi, Cedrick Hordges. Allenatore: Mauro Di Vincenzo.